# Myriam Harry
 (décembre 2023).
 (juillet 2021).
Maria Rosette Shapira dite Myriam Harry est une femme de lettres française née à Jérusalem le 21 février 1869 et morte à Neuilly-sur-Seine le 10 mars 1958. Elle a été la première lauréate du prix Femina (alors dénommé prix La Vie heureuse) créé en novembre 1904 par réaction au refus des membres du jury Goncourt de la récompenser alors qu'elle était pourtant favorite. 
Traduite dans plusieurs langues, elle connut un grand succès durant la première moitié du XXe siècle et vécut, toute sa vie durant, de sa plume.

## La jeunesse, de Jérusalem à Berlin
Myriam Harry, seconde fille d'une famille protestante, est née à Jérusalem. Sa mère, fille d’un pasteur luthérien allemand, y était diaconesse dans un hôpital. Son père, Guillaume Moses Shapira, juif converti au protestantisme, était originaire de la région de Kiev en Ukraine. Il possédait un magasin pour touristes et pèlerins dans le quartier chrétien de la Ville Sainte. Passionné par l’archéologie biblique, il y vendait des souvenirs pieux et des objets d’antiquité plus ou moins authentiques.
Ayant acheté un manuscrit qui lui semblait être une version très ancienne et non conforme à la tradition du Deutéronome, il décida en 1883 d’aller à Berlin puis à Londres afin d’essayer de le vendre à différents musées. Mais un savant français, Charles Clermont-Ganneau, persuada les spécialistes que ce manuscrit, qui est exposé au British Museum, était un faux. L’affaire fit grand bruit dans la presse européenne et l’antisémitisme trouva occasion de s’exprimer. Shapira, ruiné et désespéré, erra d’une ville à l’autre et finit par se suicider en mars 1884 à Rotterdam. Certains[Qui ?] pensent qu’a ainsi été perdu le premier manuscrit de la mer Morte, car l'objet a brûlé lors de l’incendie de la maison de celui qui l’avait acheté aux enchères. Le doute ne pourra sans doute jamais être levé. Sans ressources pour demeurer à Jérusalem, la mère de Myriam Harry décida de retourner en Allemagne avec Myriam et sa grande sœur fin 1884. Les deux adolescentes furent mises en pension à Berlin. Myriam y fut très malheureuse et se prépara, un peu à contrecœur, à devenir institutrice, car elle rêvait d’écrire et d’aller vivre à Paris. Grâce à un oncle pasteur, on lui proposa un poste de répétitrice chez un jeune pasteur parisien. Elle accepta avec enthousiasme. Elle décida de devenir écrivain français alors que les deux langues qu’elle connaissait parfaitement étaient l’allemand et l’anglais.

## Paris, la naissance d’un écrivain
Durant la période qu’elle passe auprès du petit-fils du pasteur, elle apprend le français et devient ensuite indépendante en enseignant l’anglais et l'allemand dans une école privée. Elle envoie ses premiers récits en allemand, semble-t-il, à Leopold von Sacher-Masoch et certains paraissent dans la presse berlinoise. C’est sans doute Sacher Masoch qui la recommande alors à Catulle Mendès (1841-1909). Elle tombe amoureuse du poète symboliste Georges Vanor (1865-1906), pseudonyme de Georges van Ormelingen. C’est lui qui suggère son nom à Marguerite Durand, la rédactrice en chef du journal La Fronde, écrit entièrement par des femmes. Elle lui commande un conte pour le numéro de Noël 1898. C’est un succès et la collaboration continue avec un récit tous les quinze jours. Rassemblés en volume, ces récits sont publiés en 1899, sous le titre de Passage de Bédouins.
Un séjour assez long en Indochine, avec un nouvel amant dont on ne sait rien, lui inspire un recueil de nouvelles, La Pagode de l'île flottante, paru en 1902 dans Le Journal et deux romans, Petites Épouses (1902) et L'Île de Volupté (1907).
Pour exorciser le lancinant souvenir d'un père tragiquement disparu, elle transpose son drame dans un roman, La Conquête de Jérusalem. Elle s’est alors liée d’amitié avec Joris-Karl Huysmans. Quand le roman paraît en 1904, il lui laisse miroiter la possibilité d’obtenir le prix Goncourt. Mais elle est « lâchée » par tous ces messieurs qui ne peuvent envisager une telle audace : donner le Goncourt à une femme. C’est donc, en réaction, que commence l’aventure du prix Femina. Il s’appelle d’abord prix La Vie heureuse, du nom de la revue qui en eut l’initiative, avec le soutien de la librairie Hachette. Myriam Harry obtient la première ce prix, en novembre 1904 (de fait attribué le 28 janvier 1905).
Ses photos illustrent dès lors tous les journaux et magazines. On raconte l’étrange parcours de cette orientale devenue parisienne. Elle est accueillie dans les salons à la mode, celui d’Anatole France (1844-1924) et de Madame de Caillavet en particulier. Elle est tombée amoureuse d’un jeune sculpteur animalier, Émile Perrault, fils du peintre Léon Perrault, qu’elle épouse en 1904. Grâce à une bourse du Salon des artistes français obtenue sur intervention de Mme de Caillavet, ils partent pour deux ans en Tunisie, dont ils parcourent hardiment des zones encore peu accessibles. Elle devient rédactrice au Temps. En 1906 et 1907, elle y tient la rubrique Impressions tunisiennes. Ses comptes-rendus du procès des insurgés de Thala-Kasserine où elle montre de la compassion pour les accusés seront très mal reçus par les milieux coloniaux. Et elle noue une amitié profonde avec Lucie Delarue-Mardrus et son époux, le docteur Joseph-Charles Mardrus qui a connu le succès avec sa traduction des Mille et une nuits. L’amitié entre les deux femmes durera jusqu’à la mort de Lucie en 1945. De cette expérience, elle tirera deux romans, Madame Petit-Jardin et La divine chanson, histoires nostalgiques d’amour impossible et deux reportages, l’un sur Tunis la blanche, l’autre sur La Tunisie enchantée. Dès son retour, elle est cooptée au jury du Femina et y est encore active, lorsque le cinquantenaire du prix est fêté en 1954. Son regret : n’avoir pu faire couronner ni Giraudoux ni Proust…
Les années qui précèdent la première guerre sont marquées par sa très profonde complicité avec Jules Lemaître (1853-1914), dont on imagine mal aujourd’hui la place qu’il tenait dans la vie littéraire. C’est lui qui lui suggère d’écrire ses souvenirs. Parus en quatre volumes sous forme romancée — les souvenirs de la petite Siona, car née sur le mont Sion — La petite fille de Jérusalem et les trois titres suivants furent de prodigieux succès de librairie en France et à l’étranger en traduction.

## Voyages
Elle n’était jamais retournée sur les lieux de son enfance. Le mandat donné par la Société des Nations à la France en Syrie-Liban lui en fournit enfin l’occasion en 1920, à cinquante et un ans. Elle est invitée au départ par le général Gouraud, qui y représente la France, à faire une série de reportages. Pendant plus de dix ans, elle va sillonner tous les pays du Moyen-Orient, de l’Égypte à Istanbul, envoyant aux grands journaux de l’époque des reportages où le pittoresque affiché et attendu par les lecteurs laisse percer sa perplexité face à la politique de la France et de la Grande-Bretagne. Elle s’interroge sur l’émancipation des femmes musulmanes, sur la difficulté du dialogue des cultures (thème habituel de ses romans) et elle témoigne de la colonisation juive en Palestine. Elle rencontre aussi bien le roi Fayçal, ami de Lawrence d’Arabie, que des princesses bédouines ou des féministes égyptiennes. Et sa connaissance de l’arabe lui ouvre bien des portes. Elle résiste à tous les imprévus, parfois rudes, à tous les dangers et à tous les inconforts des voyages d’alors dans ces pays en ébullition. Lors d'un de ses séjours, le couple Perrault-Harry adopte un jeune orphelin syrien chrétien d'une dizaine d'années, Fawwâz Qabalân al-Hâtim (1909-2009), qui deviendra un artiste peintre et portraitiste.
Le 24 janvier 1934, Myriam Harry est nommée chevalier de la Légion d'honneur, en qualité de femme de lettres. Les insignes lui sont remis par son mari, lui-même chevalier de la  Légion d'honneur, le 3 mars 1934 à Neuilly-sur-Seine. Elle était déjà officier du Mérite agricole et commandeur du Nichan Iftikhar.
Son dernier grand voyage la mène quelques mois à Madagascar, en 1935, invitée par le gouverneur général Léon Cayla. Il lui a organisé un grand tour du sud de l’île : au retour, elle publie un récit de cette découverte d’une culture qui lui est tellement étrangère. Elle publie sous forme romanesque l’histoire haute en couleur de la grande reine Ranavalona et de son mari et prédécesseur Radama Ier.
Après la mort de son mari en 1938, Myriam Harry se consacre à l’écriture dans sa maison encombrée des souvenirs de ses voyages, mettant la dernière main à une biographie du grand mystique soufi Djelaleddine Roumi (Djalâl ad-Dîn Rûmî), livre savant où le professeur de persan Henri Massé salua « l’intelligence des hommes et des choses de l’Orient ». 
Pendant la guerre, son nom figure, en bonne compagnie, sur la liste Otto et elle doit prouver qu’elle est « aryenne ».
Elle s’éteint doucement en 1958 à 89 ans, n’ayant cessé de témoigner une grande indépendance dans ses choix de vie et une vraie tolérance qui la pousse à s’interroger: « j’ai beaucoup voyagé, écrit-elle : la morale établie change avec les climats. Ce qui est moral ici est immoral plus loin. Savons-nous seulement ce qui est le bien, ce qui est le mal ? »
Elle s'est inscrite dans la lignée de l'orientalisme, comme Pierre Loti, Jérôme Tharaud et Jean Tharaud, les cousins Marius-Ary Leblond, Claude Farrère, Pierre Mille, Louis Bertrand. Elle avait découvert l'Orient pendant la période de sa vie la plus heureuse, son enfance à Jérusalem. Cette première expérience donne à ses écrits une touche très personnelle.

## Publications
La plupart des livres de Myriam Harry ont fait l'objet de prépublication dans des revues ou journaux. 
- Passage de Bédouins, Paris : Calmann Lévy, 1899, 320 p.
- Petites Épouses, Paris : Calmann Lévy, 1902, 329 p.
- La Conquête de Jérusalem, Paris : Calmann Lévy, 1903, 393 p. Premier Prix Vie Heureuse (devenu Prix Fémina) attribué en janvier 1905 pour l'année 1904.
- L'Île de Volupté, Paris, A. Fayard, coll. « Les inédits de Modern-bibliothèque », 1908, 192 p.
- « Dans la rizière : comte annamite » (ill. L. Sabattier), L'Illustration,‎ décembre 1908, p. 25-26 (lire en ligne).
- Madame Petit-Jardin, Paris : A. Fayard, 1909, 188 p.
- Tunis la blanche, Paris : A. Fayard, 1910, 319 p.
- La Divine Chanson, Paris : A. Fayard, Les Inédits de Modern-Bibliothèque, 1912, 128 p.
- L'Indo-Chine, Vincennes : les Arts graphiques, 1912, 120 p., Les Beaux voyages
- La Petite Fille de Jérusalem, Paris : A. Fayard et Cie, 1914, 350 p. (Préface de Jules Lemaître) / Rééditions : Fayard, 1950, avec douze bois gravés par Jacques Beltrand d'après les compositions de Roger Bezombes ; Editions des Malassis, 2016, 272 p. (suivi de Le Deutéronome de Shapira et les découvertes de Qûmran par Paul Auvray). Premier volume de la quadrilogie de Siona.
- La Pagode d’amour, Paris, La Renaissance du livre, s. d. (1917), 79 p
- Siona chez les Barbares (renommé Siona à Berlin dans la réédition de 1927 de la collection Le Livre de Demain chez Fayard), Paris : A. Fayard, 1918, 317 p. Deuxième volume de la quadrilogie de Siona.
- Siona à Paris, Paris : A. Fayard, 1919, 282 p. Troisième volume de la quadrilogie de Siona.
- Le Tendre Cantique de Siona, Paris : A. Fayard, 1922, 252 p. Quatrième volume de la quadrilogie de Siona.
- Les Amants de Sion, Paris : A.Fayard, 1923, 187 p.
- La Vallée des Rois et des Reines : au pays de Toutankhamon, Paris : A. Fayard,  1925, 251 p.
- La Vie amoureuse de Cléopâtre, Paris : Flammarion, 1926, 217 p.
- Le Mannequin d'amour, Paris : Flammarion, 1927, 247 p.
- Le Visage de la France. L'Afrique du Nord. Algérie. Tunisie. Maroc, Préface du Maréchal Lyautey. L'Algérie, Georges Rozet, La Tunisie, Myriam Harry, Le Maroc, J. et J. Tharaud. Paris : Aux Horizons de France, 1927, 306 p.
- Le Premier Baiser, Paris : A. Fayard, 1927, 152 p.
- La Pagode de l'Île flottante, Paris : Éd. des Portiques, s. d., 119 p.
- La Nuit de Jérusalem, lithographies de Drouart, Paris : Flammarion, 1928,  67 p.
- Le Petit Prince de Syrie, Paris : A. Fayard, 1929, 316 p.
- Terre d'Adonis. Au pays des Maronites et des Druses, Paris : Flammarion, 1930, 261 p.
- La Jérusalem retrouvée, Paris : Flammarion, 1930, 284 p.
- Amina, ma colombe, Paris : Flammarion, 1931, 246 p.
- La Tunisie enchantée, Paris : Flammarion, 1931, 245 p.
- Trois Ombres. J. K. Huysmans. Jules Lemaître. Anatole France, Paris : Flammarion, 1932, 249 p.
- Les Derniers Harems, Paris : Flammarion, 1933, 249 p.
- Cléopâtre, Paris : Flammarion, 1934, 285 p.
- Les Adorateurs de Satan, Paris : Flammarion, 1937, 213 p.
- Ranavalo et son amant blanc, histoire à peine romancée, Paris : Flammarion, 1939, 251 p.
- D'autres îles de volupté, Paris : J. Ferenczi et fils, 1940, 159 p., ill. de Engelbach, Le Livre moderne illustré
- Femmes de Perse, Jardins d'Iran, Paris : Flammarion, 1941, 203 p.
- Irak, Paris : Flammarion, 1941, 175 p.
- La Princesse Turquoise, roman de la cour de Turquie, Paris : Flammarion, 1942, 248 p.
- Routes malgaches, le Sud de Madagascar, Paris : Plon, 1943, 245 p., un dessin et 11 photographies de F. Perrault-Harry
- Micador, Paris : Flammarion, 1944, 219 p.
- La Vie de Jules Lemaître, Paris : Flammarion, 1946, 315 p.
- Mon amie Lucie Delarue-Mardrus, Paris : Ariane, 1946, 213 p.
- Djelaleddine Roumi, Poète et Danseur mystique, Paris : Flammarion, 1947, 222 p.
- Sous le signe du taureau, le Sud de Madagascar,  Paris : A. de Chabassol, 1947, 319 p.
- La Pagode du baiser, Paris : Boursiac, 1947, 48 p.
- Damas, jardin de l'Islam, Paris : J. Ferenczi et fils, 1948, 265 p.
- Radame, premier roi de Madagascar, Paris : Ferenczi, 1949, 252 p.